# John Cooper (kompositör)
John Cooper, född omkring 1570, död 1626, även känd som Giovanni Coprario eller Coperario, var en engelsk kompositör, gambist och lutenist.
Han bytte namn i början av 1600-talet. Det har påståtts att det skedde efter en resa till Italien, men det finns inga bevis för att han företagit en sådan. Troligare är att namnbytet ägde rum på grund av den popularitet den italienska musiken åtnjöt vid denna tid. 
Från 1622 till sin död tjänstgjorde han hos prinsen av Wales, som under denna period besteg tronen som Karl I. Hans mångårige beskyddare var Edward Seymour, earl av Hertford, på vars uppdrag han undervisade William Lawes. 
Bland Coopers verk märks fantasier, sviter och andra tonsättningar för viola da gamba och violin, och två samlingar sånger, Funeral Teares (1606) och Songs of Mourning: Bewailing the Untimely Death of Prince Henry (1613). Han skrev även ett traktat om komposition, Rules how to Compose.